# Maloja (dorp)
Maloja of Malogghia is een Zwitsers plaatsje aan de Malojapas in de gemeente Stampa (district Maloja), Kanton Graubünden.
De Belgische Christelijke Mutualiteit had er lange tijd een vakantiecentrum "Maloja Palace" in het uit 1882 stammende Maloja Hotel. Het hotelpand is in 2007 verkocht aan een particuliere onderneming.